# 中嶋ちずな
中嶋 ちずな（なかじま ちずな）は、日本の漫画家。代表作は『天使のどろっぷ』や『いいなり!あいぶれーしょん』など。2024年より『コミックキューン』（KADOKAWA）にて、『エルフ先生のトイレはどこですか？』を連載している。
小谷憲一のアシスタント経験がある。

## 作品リスト

### 連載
- たまあられ（『まんがタイムきららキャラット』Vol.9（2004年12月） - Vol.11（2005年4月））
- ハナムスビ（『COMIC SEED!』） - ぺんぎん書房時代
- いいなり! あいぶれーしょん（『月刊ドラゴンエイジ』2006年9月号[4] - 2010年5月号[4]、全4巻）
- アリスの100℃C（『チャンピオンRED』2008年5月号[5] - 11月号、単巻）
- 天使のどろっぷ（『FlexComixブラッド』[6]2011年8月24日 - →『COMICメテオ』2012年7月25日[7] - 2013年12月25日[8]、全5巻）
- ガールズ×ロードバイク（『COMICメテオ』2017年2月8日[9] - 2018年8月22日[10]、全2巻）
- 自転車のお姉さん（『コミックキューン』2019年11月号[11] - 2020年11月号、全2巻）
- くのいちはずかしい（『コミックキューン』2021年3月号[12] - 2023年7月号[13]、全3巻）
- エルフ先生のトイレはどこですか？（『コミックキューン』2024年3月号[2] - 2025年3月号[14]、全2巻）

### 読み切り
- ひなの拍子（『マジキュー』Vol.19）
- 虜の女の子 15歳（『増刊ヤングガンガン』2008年Vol.4）
- 姫ちゃん先生のだんなさま（『ヤングアニマル』2014年18号[15]）
- 漏るガール（原作：しろ、『ヤマノススメ コミックアンソロジー』、2014年[16]） - 『ヤマノススメ』のアンソロジー寄稿作品[16]。
- おしっこ系ヒーロー（原作：サイトウケンジ、キャラクター原案：奈央晃徳、『トリニティセブン 7人の魔書使い コミックアンソロジー』、2016年[17]） - 『トリニティセブン 7人の魔書使い』のアンソロジー寄稿作品[17]。
- クエスト・レンタル彼女（原作：暁なつめ、キャラクター原案：三嶋くろね、『この素晴らしい世界に祝福を! コミックアンソロジー やりすぎ!? アクセル伝説』、2019年[18]） - 『この素晴らしい世界に祝福を!』のアンソロジー寄稿作品[18]。

### その他
- 甘詰留太『ナナとカオル Black Label』第5巻限定版「ファイナル同人誌」（2014年7月29日発売[19]）
- 甘詰留太『ナナとカオル』連載100回記念企画（『ヤングアニマル』2014年22号[20]） - コメント寄稿[20]
- 吉永裕ノ介『ブレイクブレイド』第16巻初回出荷分付属寄稿集（2017年8月9日発売[21]） - イラスト寄稿[21]